# Ust´-Putyła
Ust´-Putyła (ukr. Усть-Путила) – wieś na Ukrainie, w obwodzie czerniowieckim, w rejonie wyżnickim, u ujścia Putyły do Czeremoszu. W 2001 roku liczyła 623 mieszkańców.